# Idaea luteata
Idaea luteata là một loài bướm đêm trong họ Geometridae.